# 京都グルメ旅行殺人事件
『京都グルメ旅行殺人事件』（きょうとグルメりょこうさつじんじけん）は、山村美紗の推理小説。
本作を原作として、テレビドラマ2作品が制作されている。

## テレビドラマ

### 1989年度版
『京都グルメ旅行殺人事件 男女七人同窓生連続殺人！破られた写真とイニシャルの謎』は、フジテレビ系列の2時間ドラマ『男と女のミステリー』（毎週金曜日21:02 - 22:52、JST）で1989年9月15日に放送された。主演は伊藤蘭。
キャスト
- 小早川由美 - 伊藤蘭
- 加藤ジュン子 - 大場久美子
- 中村治 - 船越栄一郎
- 川原準一 - 新井康弘
- 園村俊也 - 広岡瞬
- 杉陽二 - 石井洋祐
- 石野優子 - 速水典子
- 川原麻衣子 - 山村紅葉
- 橋口刑事 - 伊庭剛
- 小林警部 - 木村元
- 狩矢警部 - 横内正

スタッフ
- 脚本 - 小森名津
- 監督 - 山口和彦
- 制作 - フジテレビ、東映

### 2002年度版
『山村美紗サスペンス 京都グルメ旅行殺人事件』は、テレビ東京系列・BSジャパン共同制作の2時間ドラマ『女と愛とミステリー』（毎週水曜日20:54 - 22:48、JST）で2002年2月20日に放送された。主演は松下由樹。
キャスト
- 小早川由美 - 松下由樹
- 加藤順子 - 田中美奈子
- 石野優子 - 渡辺梓
- 藤田みどり - 斎藤陽子
- 中村大介 ‐ 草野康太
- 佐渡克己 ‐ 竜川剛
- 村上レミ ‐ 竹内都子
- 巻修斗 ‐ 松尾貴史
- 山辺渚 ‐ 山村紅葉
- 三浦明彦 ‐ 小野武彦
- 狩谷警部 - 船越英一郎

スタッフ
- 脚本 - 重森孝子
- 監督 - 長谷部安春
- 制作 - テレビ東京、BSジャパン